# 暫定古蹟 (香港)
暫定古蹟是香港歷史建築評級制度的一部分，適用於未成為香港法定古蹟（因而不獲法定保護）但急需法定保護的歷史建築。
當政府認為歷史建築需要即時的法定保護（例如拆卸或改建工程），發展局局長可在諮詢古物諮詢委員會後將有關建築列為暫定古蹟，為期12個月。除非暫定古蹟並非位於私人土地，否則期限不得延展。《古物及古蹟條例》對法定古蹟的管制均適用於暫定古蹟。行政上，政府通常會利用一年期限與業主商討可行的保育方案。
除宣布歷史建築為暫定古蹟外，建築事務監督（屋宇署署長）亦有權按照《建築物條例》第23條命令停止建築工程。

## 現時的暫定古蹟
現時並無暫定古蹟。

## 過去的暫定古蹟
- 薄扶林道128號 （2007年4月20日）[3]
- 司徒拔道45號 （2007年9月15日）[4]
- 何東花園（2011年1月28日）[5]
- 紅樓（2017年3月13日）[6]